# Alfred Radcliffe-Brown
Alfred Reginald Radcliffe-Brown (17 de gener del 1881 - 24 d'octubre del 1955) va ser un antropòleg anglès desenvolupador de la teoria del funcionalisme estructural.

## Vida i obra
Radcliffe-Brown nasqué a Sparkbrook, Birmingham, Anglaterra. Després de seguir estudis al Trinity College de Cambridge, va viatjar a les illes Andaman (1906-1908) i l'oest d'Austràlia (1910-1912) per estudiar les societats d'aquells llocs, que va descriure en les obres The Andaman Islanders (1922) i The Social Organization of Australian Tribes (1930).
El 1916, va passar a ser director d'educació a Tonga, i el 1920 es va traslladar a ciutat del Cap, on va exercir de professor d'antropologia social. Posteriorment, va donar classes a Sydney, Chicago, i Oxford.
Es va dedicar a l'estudi de les societats tecnològicament menys avançades (que ell encara anomena "primitives") i en va intentar generalitzar les estructures. Se li ha retret que no prestés prou consideració als canvis al llarg del temps. El 1935, va publicar l'obra Structure and Function in Primitive Society.
Va ser fortament influenciat per la sociologia francesa representada per Émile Durkheim i la va utilitzar per a la construcció de l'etnografia; fou el fundador de la part teòrica del funcionalisme estructural, a la vegada que Bronislaw Malinowski va ser el formador de la metodologia empírica de l'antropologia.
Va ser crític amb la teoria de l'aliança de Lévi-Strauss.